# Souricier en chef du Cabinet
Le souricier en chef du Cabinet,, (en anglais : Chief Mouser to the Cabinet Office) est un chat traditionnellement employé au 10 Downing Street, résidence officielle du Premier ministre du Royaume-Uni, pour se débarrasser des rongeurs.

## Statut

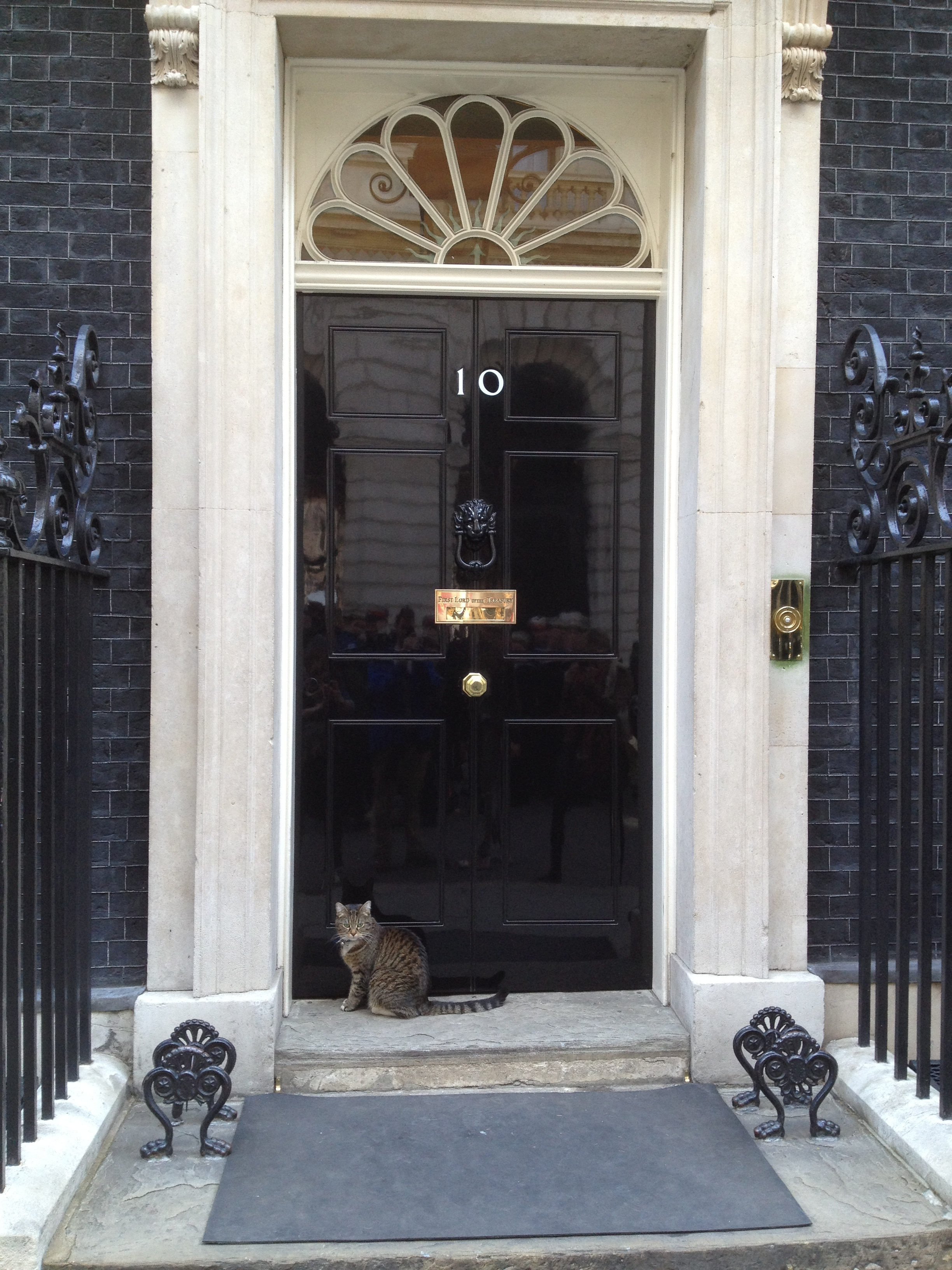
Freya, adjointe du Chief Mouser de 2012 à 2014.

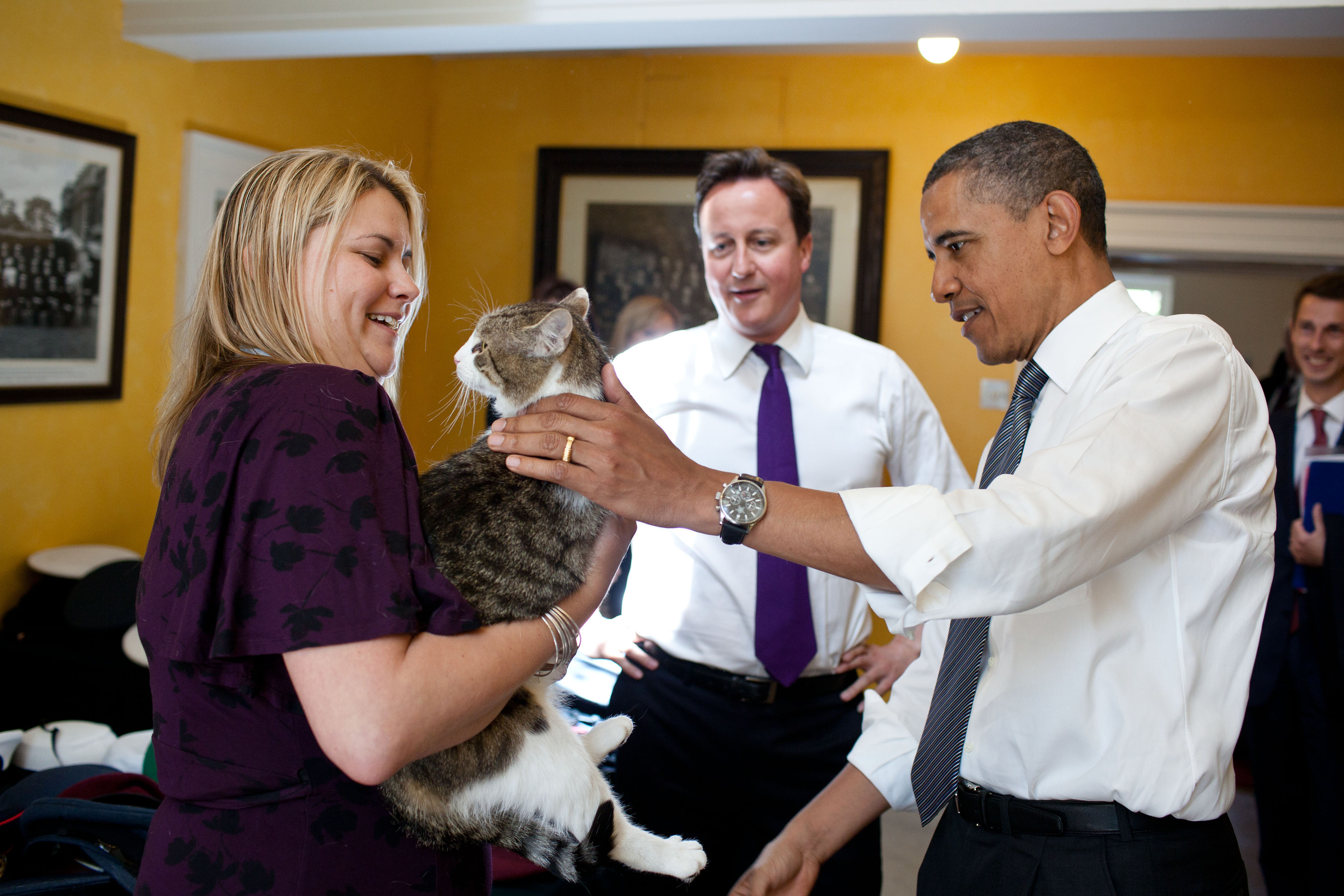
Larry avec David Cameron, Premier ministre du Royaume-Uni, et Barack Obama, président des États-Unis, en 2011.

Même si plusieurs chats sont hébergés simultanément au 10, Downing Street, un seul d'entre eux se voit décerner ce titre. La tradition d'employer un chat pour chasser les souris comme chat résident au Trésor ou au Downing Street remonte au règne d'Henri VIII, même si les archives officielles ne font mention d’un chat que depuis le 3 juin 1929, quand A. E. Banham alors au Trésor autorisa « la dépense d'un penny par jour pour l'entretien de l'efficacité d'un chat ». En 1932, cette somme passa à un shilling et six pence par semaine. En 2005, le Souricier coûte cent livres par an.   
Comme les chats sont « employés » comme fonctionnaires, ils n'appartiennent pas au Premier ministre en exercice et il est rare que la fin du « temps de service » du Souricier en chef coïncide avec la fin du mandat d'un Premier ministre. Le chat qui vécut le plus vieux à Downing Street fut Wilberforce, qui servit sous Edward Heath, Harold Wilson, James Callaghan et Margaret Thatcher. Les chats qui occupèrent cette fonction le plus longtemps furent Peter (en) qui servit pendant 17 ans sous Stanley Baldwin, Ramsay MacDonald, Neville Chamberlain, Winston Churchill et Clement Attlee et Peter III (en) qui servit pendant 16 ans sous Clement Attlee, Winston Churchill, Anthony Eden, Harold Macmillan et Alec Douglas-Home. L'actuel Souricier est Larry, arrivé le 15 février 2011. La précédente Souricière fut Sybil, arrivée le 11 septembre 2007, et premier chat depuis le départ à la retraite d'Humphrey en 1997, à l'arrivée de Tony Blair (ce dernier ne l'ayant pas remplacé, sans doute à cause de l'allergie au chat de son épouse Cherie Blair). Sybil est morte le 27 juillet 2009 après une brève maladie,. Elle appartenait au chancelier de l'Échiquier Alistair Darling, qui réside au 10 Downing Street, le Premier ministre Gordon Brown ayant préféré s'installer au 11 Downing Street, plus vaste,.

## Liste des chats du10, Downing Street
| Nom                                                | Date d'entrée au 10 Downing Street | Date de sortie du 10 Downing Street | Premier(s) ministre(s)                                                                    | Monarques                         | Ref.   |
| -------------------------------------------------- | ---------------------------------- | ----------------------------------- | ----------------------------------------------------------------------------------------- | --------------------------------- | ------ |
| Rufus of England, surnommé « Treasury Bill (en) ») | 1924                               | 1930                                | Ramsay MacDonald                                                                          | George V                          | ,      |
| Peter (en)                                         | fl. 1929                           | 1946                                | Stanley Baldwin, Ramsay MacDonald, Neville Chamberlain, Winston Churchill, Clement Attlee | George V, Édouard VIII, George VI | [ 7 ]  |
| Munich Mouser (en)                                 | 1937–1940                          | 1943                                | Neville Chamberlain, Winston Churchill                                                    | George VI                         | ,      |
| Nelson (en)                                        | Années 1940                        | Années 1940                         | Winston Churchill                                                                         | George VI                         | [ 19 ] |
| Peter II (en)                                      | 1946                               | 1948                                | Clement Attlee                                                                            | George VI                         | [ 7 ]  |
| Peter III (en)                                     | 1948                               | 1964                                | Clement Attlee, Winston Churchill, Anthony Eden, Harold Macmillan, Alec Douglas-Home      | George VI, Élisabeth II           | [ 7 ]  |
| Peta                                               | 1964                               | ca. 1976                            | Alec Douglas-Home, Harold Wilson, Edward Heath                                            | Élisabeth II                      | [ 7 ]  |
| Wilberforce                                        | 1973                               | 1988                                | Edward Heath, Harold Wilson, James Callaghan, Margaret Thatcher                           | Élisabeth II                      | [ 20 ] |
| Humphrey                                           | 1989                               | 1997                                | Margaret Thatcher, John Major, Tony Blair                                                 | Élisabeth II                      | [ 21 ] |
| Sybil                                              | 2007                               | 2009                                | Gordon Brown                                                                              | Élisabeth II                      | ,      |
| Freya                                              | 2012                               | 2014                                | David Cameron                                                                             | Élisabeth II                      | [ 25 ] |
| Larry                                              | 2011                               | (actuel)                            | David Cameron, Theresa May, Boris Johnson, Liz Truss                                      | Élisabeth II                      | ,      |
| Larry                                              | 2011                               | (actuel)                            | Liz Truss, Rishi Sunak, Keir Starmer                                                      | Charles III                       | ,      |

## Autres souriciers en chef de Grande-Bretagne
- Palmerston (en) : chat noir et blanc, souricier en chef du Bureau des Affaires étrangères et du Commonwealth d'avril 2016 à août 2020[29].
- Gladstone (en) : chat noir, souricier en chef du Trésor de Sa Majesté depuis juin 2016.